# Campanula
Род Campanula чине вишегодишње зељасте биљке. Назив Campanula води порекло од речи campanа, која означава звончић. 

## Таксономија
Овом роду припада више врста:  Campanula rotundifolia, Campanula patula, Campanula persicifolia, Campanula trachelium, Campanula glomerulata, Campanula pyramidalis. 

## Campanula rotundifolia
Домаћи назив је округлолисни звончић, и припада вишегодишњим цветницама.
Корен ове врсте је жиличаст, плитко залази у подлогу. Стабло је усправно или полегло, висине 30-ак цм. Приземни листови у односу на листове стабла су бубрежастог или срцоликог изгледа и смештени су на дугачким дршкама, док су листови на стаблу ланцетастог облика и налазе се на краћим дршкама. Цветови су двополни, организовани у гроздасту цваст, и смештени на дугачким дршкама. Број прашника је 5. Перид цветања је од јуна до септембра. Плод је чахура која се отвара по шавовима, и садржи ситно семе.

## Ареал распрострањености
Аутохтоно расте у Европи, Азији и Северној Америци.

## Станиште
Ливаде и пашњаци.

## Галерија
- Campanula rotundifolia, cvet
- Campanula rotundifolia, cvet
- Campanula rotundifolia, cvet
- Campanula sp.
- Campanula sp.
- Campanula sp.
- Campanula sp.
- Campanula sp.
- Campanula sp.
- Campanula sp.
- Campanula glomerata
- Campanula glomerata
- Campanula sp. Стара планина
- Campanula sp.
- Campanula sp.
- Campanula sp.
- Campanula sp. Јелашница
- Campanula sp.
- Campanula sp.
- Campanula trachelium